# Parcul Național Białowieski
Parcul Național Białowieski (în poloneză Białowieski Park Narodowy) este o arie protejată ce corespunde categoriei a II-a IUCN (parc național), situată pe teritoriul administrativ voievodatului Podlasia din Polonia, la frontiera cu Belarus. Acest parc național reprezintă porțiunea poloneză din Pădurea Białowieża, un areal natural întins pe teritoriile Poloniei și Belarusului vecin inclus în întregimea sa în Patrimoniul Mondial UNESCO.

## Localizare
Aria naturală se află în zona central-estică a Poloniei, în sud-estul voievodatului Podlasia, în nordul orașului Białowieża.

## Descriere
Parcul Național Białowieski a fost înființat în anul 1932 și reprezintă o mică parte a vechilor Codri ai Mazuriei (Pădurea Białowieża) ce ocupau Europa de Est, o zonă acoperită cu păduri seculare.
Din cauza exploatării nemiloase a lemnului din această zonă, spațiul cuprins între Bretania și Rusia a rămas practic fără păduri, mai multe specii de animale, printre care și bizonul fiind obligate să se retragă înspre nord. Apărea astfel riscul ca aceste specii să dispară. Turma de bizoni ce se află la Bialowieza reprezintă ultima generație din această specie. Explicația nu poate fi decât aceea că există un instinct de conservare care le îndrumă spre spațiile ce le conferă o siguranță maximă, așa cum este cel de la Bialowieza. El reprezintă prototipul pădurilor seculare din Europa. Conform evaluărilor de dinainte de Primul Război Mondial, acest colos împădurit conținea 700 de bizoni. Până în anul 1919, atât soldații cât și vânătorii, au decimat această specie. La data de 9 februarie 1921 a fost ucis ultimul exemplar de bizon european. Înainte de noua împărțire a Poloniei, această pădure era sub administrarea acestei țări. Ea s-a opus din toate puterile tendințelor expansioniste ale Armatei Roșii, în încercarea acesteia de a cuceri noi teritorii înspre vest. N-a fost însă sorți de izbândă, statului polonez revenindu-i o suprafață de 46 de kilometri pătrați de regiune împădurită din fosta zonă Kronjagd. Autoritățile poloneze s-au preocupat intens, începând cu anul 1929, să repopuleze această zonă geografică, procurând, pentru cele două femele de bizon pe care le aveau deja, câte un mascul, din grădinile zoologice aflate în Germania și Suedia. După cel de-al Doilea Război Mondial, în regiunea Białowieża trăiau aproximativ 40 de bizoni. Astăzi cifra lor se ridică la 300 de exemplare, care în sfârșit, și-au redobândit spațiul vital deținut odinioară. În timpul celui de-al Doilea Război Mondial, Uniunea Sovietică și-a recuperat teritoriile pierdute, astfel că astăzi pădurea seculara de la Białowieża este, din nou, împărțită. Zona din Belarus a acestei regiuni este de aproximativ 18 ori mai mare decât cea care i-a revenit Poloniei, conform datelor UNESCO din anul 1977, referitoare la suprafețele ce erau declarate rezervații naturale. Ea și-a păstrat, în mare parte, caracterul ei primordial, pe când cea poloneză a suferit unele imixtiuni, prin construcția unor clădiri ce aparțin Administrației Naționale și a unui Muzeu al Naturii. În dorința lor de a salva cât mai multe specii, polonezii au populat pădurea și cu o herghelie de tarpani. Ultimul exemplar aflat în libertate, din această specia care stă la originea calului domestic, a fost ucis în secolul al XVIII-lea. Revenirea tarpanilor la climatul de existență inițial era urmărită cu multă atenție de specialiștii în domeniu, care caută, prin metode specifice de hrănire a acestora în cadrul lor natural de existență, să le redea caracterele inițiale ale fostei specii sălbatice.
În anul 1977 parcul a fost inclus în patrimoniul mondial al UNESCO, urmând ca din anul 1992, situl UNESCO să cuprindă și partea belarusă a pădurii, aflată în exteriorul parcului național din Polonia.

## Biodiversitate
Parcul național dispunde de habitate divese: cu păduri mixte de câmpie,  păduri virgine de fag, păduri de conifere, tufărișuri boreale sau  pajiști halofile, cu floră și faună specifică atât Europei de Est, cât și Europei Occidentale.

### Flora
Flora parcului național este alcătuită în cea mai mare parte din specii arboricole de pin de pădure (Pinus sylvestris), pin (Pinus L.), stejar (Quercus robur), carpen (Carpinus betulus), arțar (Acer platanoides), arin (Alnus glutinosa), mesteacăn (Betula nana), tei pucios (Tilia cordata) sau  mesteacăn de râu (Betula obscura).
La nivelul ierburilor vegetează specii floristice rare, printre care: arnică (Arnica montana), iederă (Hedera helix), găinuși (Isopyrum thalictroides). 

### Fauna
Fauna este constituită din:

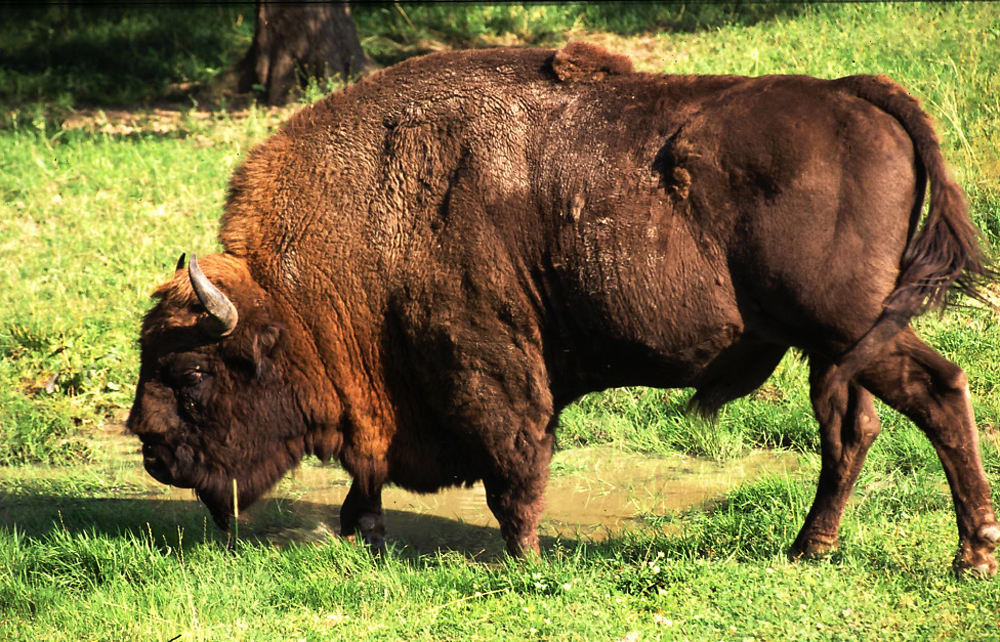
Zimbru în Parcul Național Białowieski

• mamifere (62 de specii) cu specii de: elan (Alces alces), cerb (Cervus elaphus), căprioară (Capreolus capreolus) sau mistreț (Sus scrofa), lup (Canis lupus), vulpe (Vulpes vulpes crucigere), jder (Martes martes), viezure (Meles meles), castor, nevăstuică (Mustela frenata), vidră de râu (Lutra lutra), râs eurasiatic (Lynx lynx), sau lilieci. 
În arealul parcului național este semnalată prezența unor exemplare de bizon european (Bison bonasus) și a unei specii de cal sălbatic Polonez. 
• păsări (peste 200 de specii) cu exemplare de: cocor (Grus grus), vultur codalb (Haliateus albicilla),  barză neagră (Ciconia nigra), barză albă (Ciconia ciconia), acvilă țopătoare mică (Aquila pomarina), muscar (Ficedula parva) sau cristel de câmp (Crex crex), ciocănitoare cu spate alb (Dendrocopos leucotos), becațină mare (Gallinago media), alunar (Nucifraga caryocatactes) sau sturz (Turdus iliacus).
• reptile, amfibieni, pești sau insecte.

## Galerie

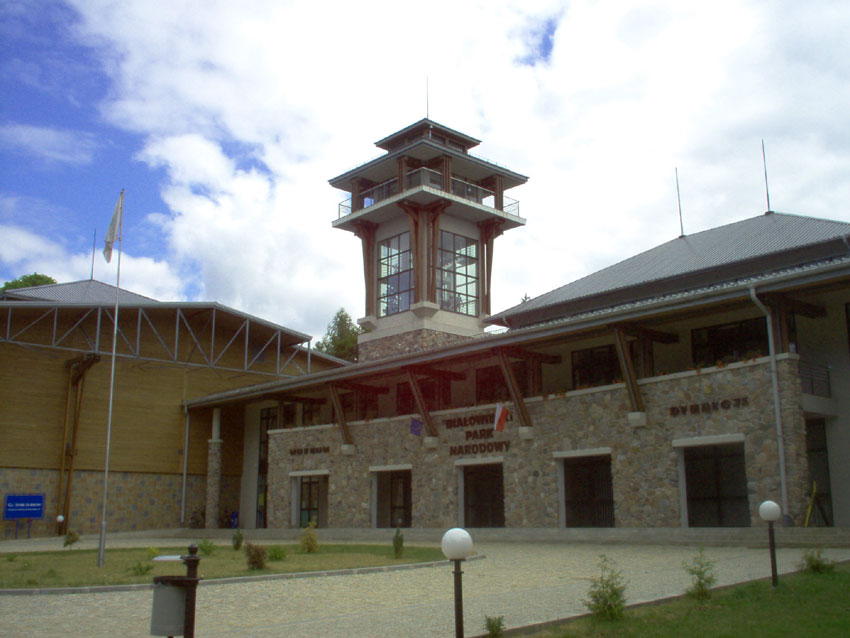
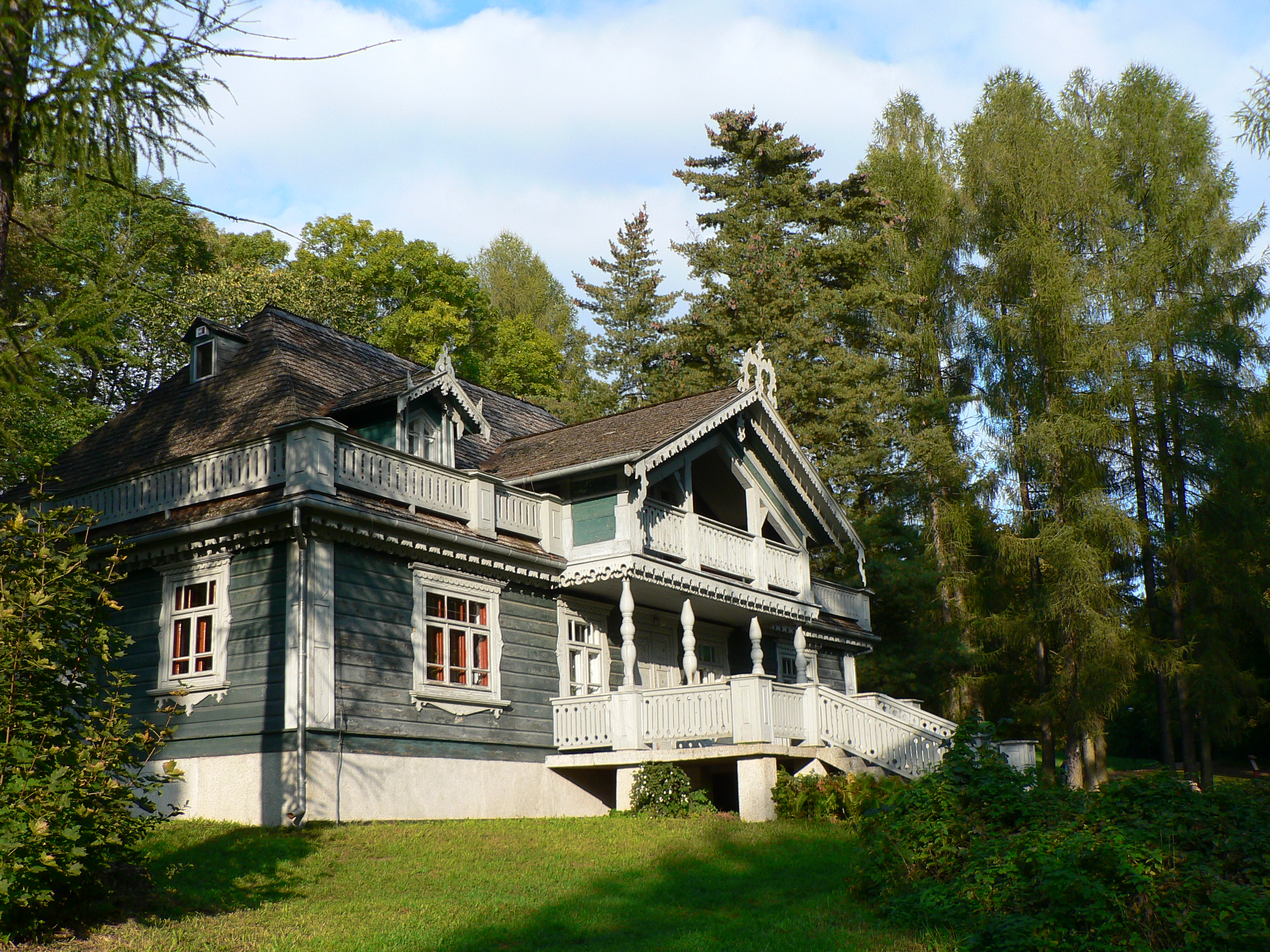
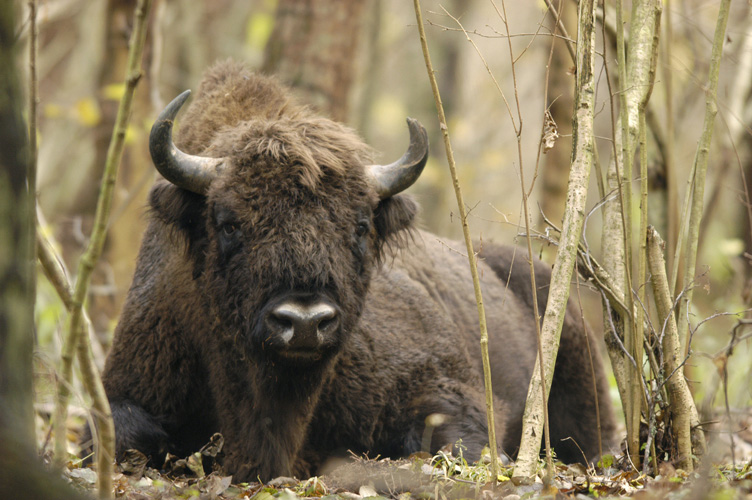
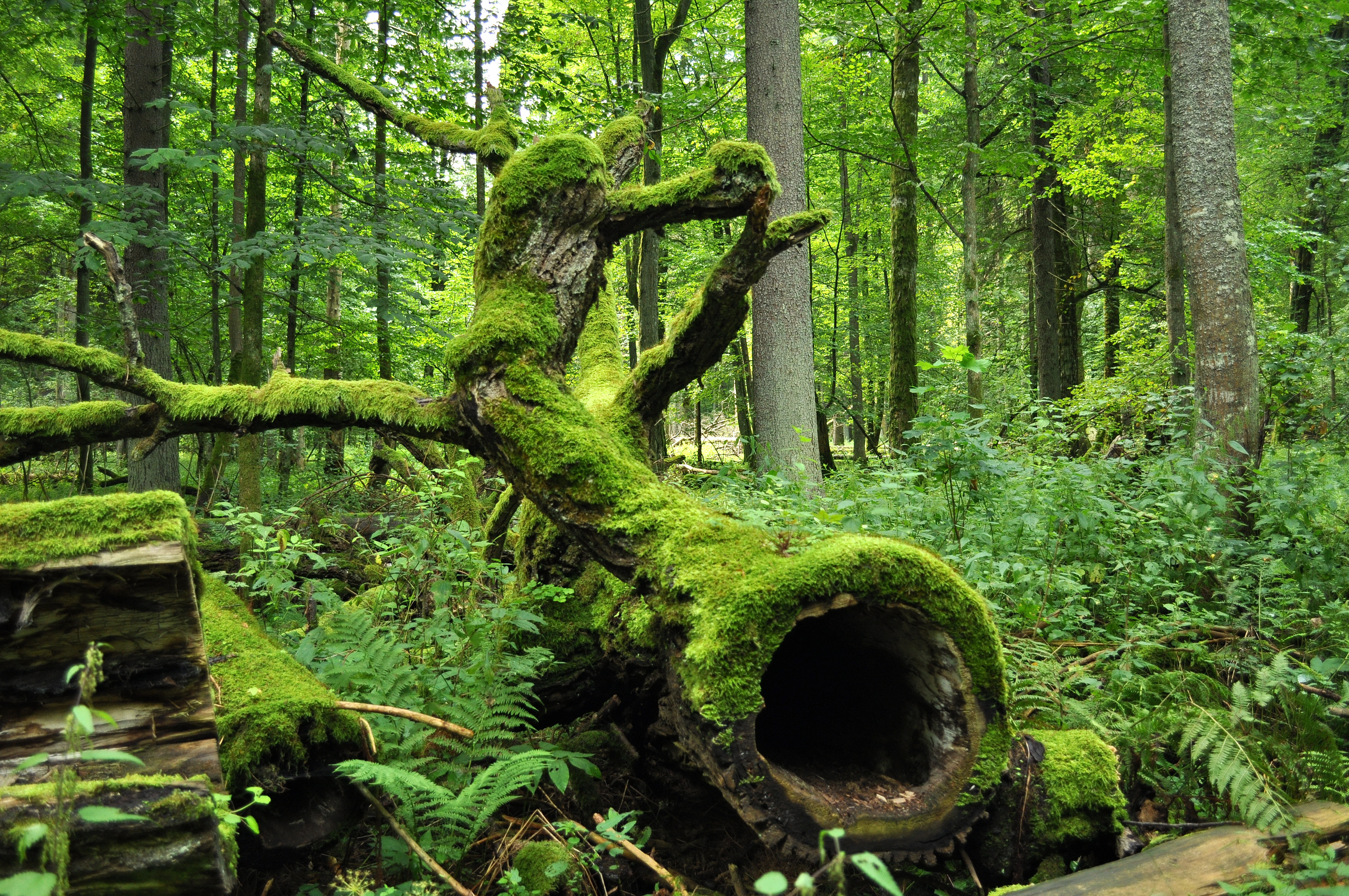
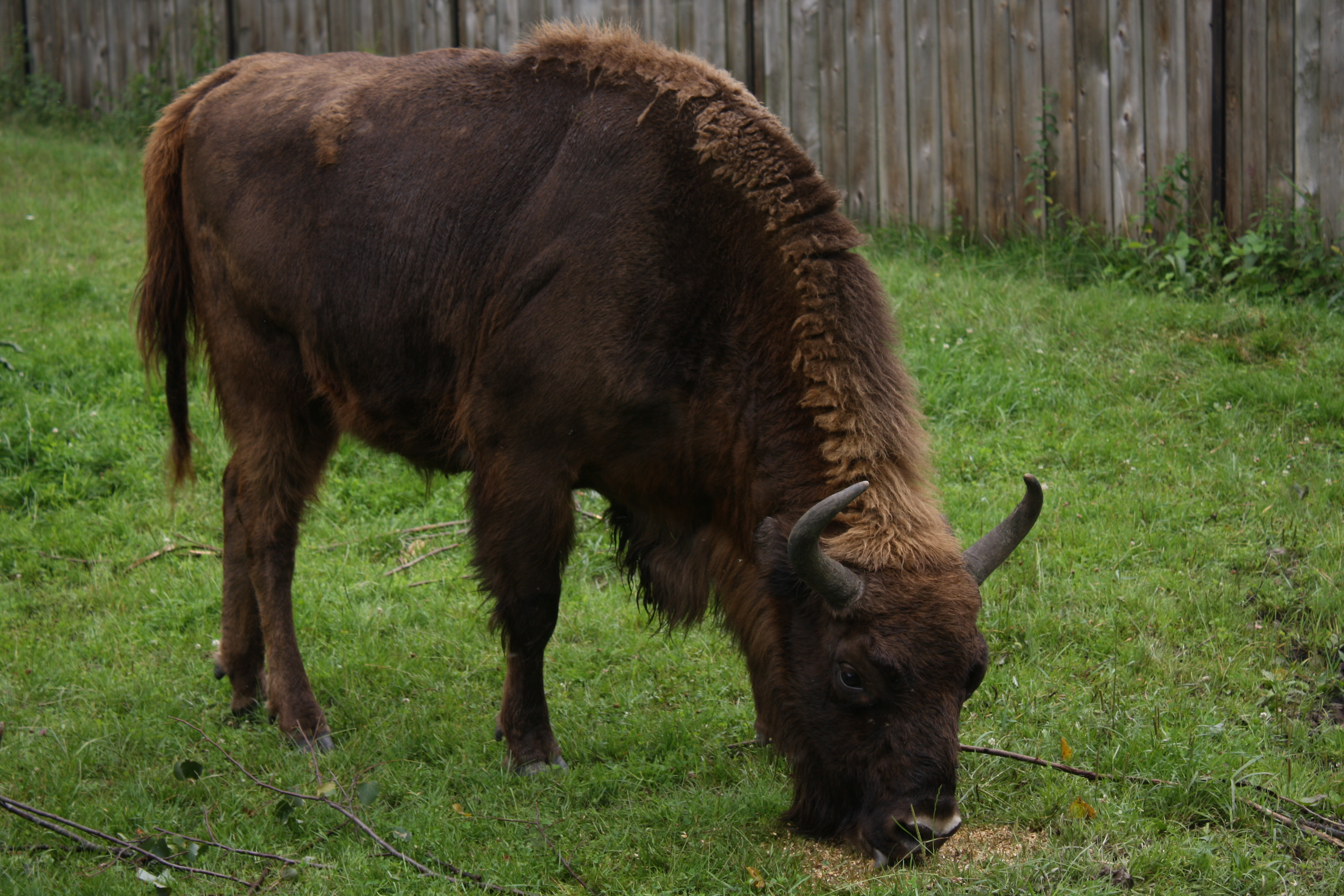
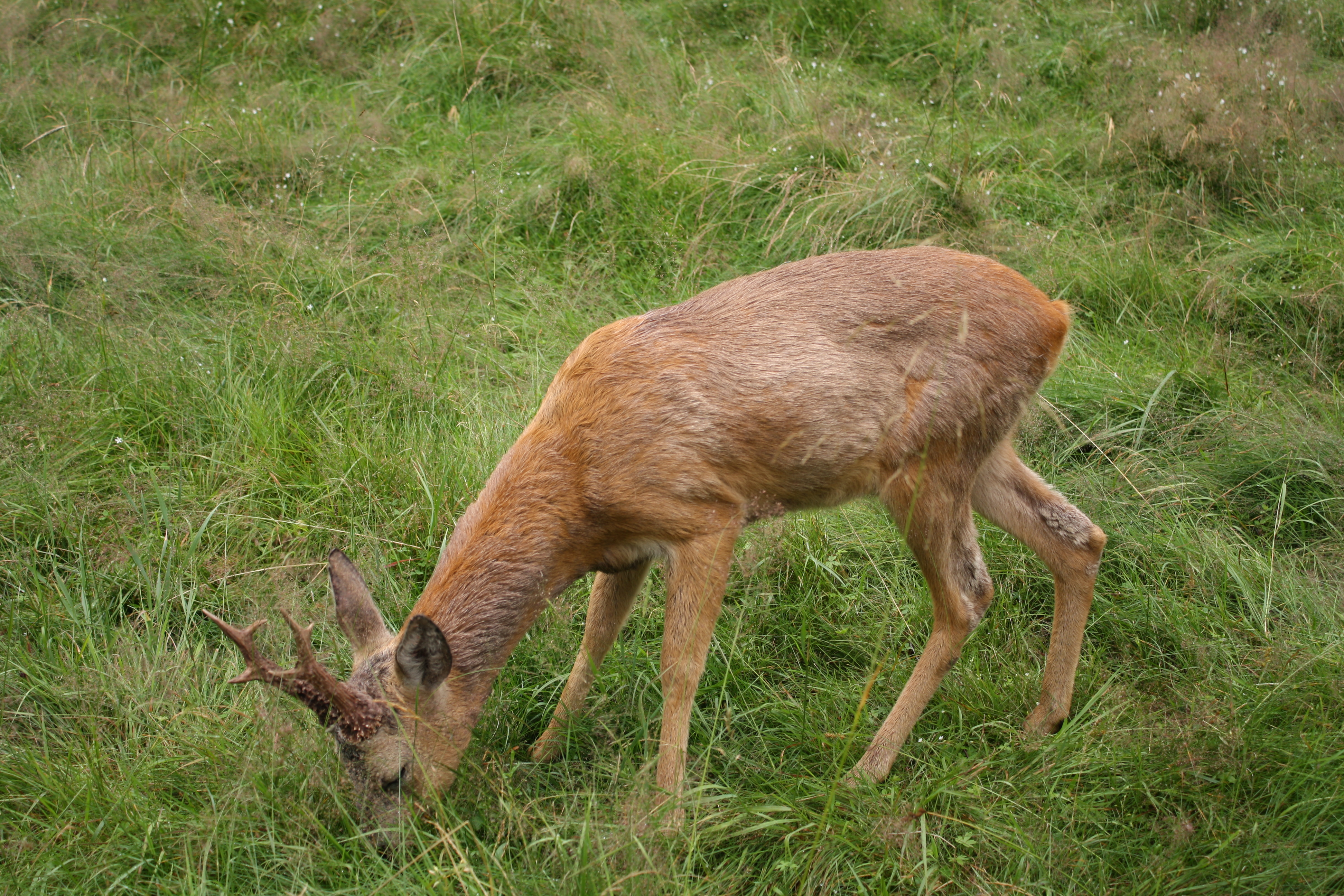
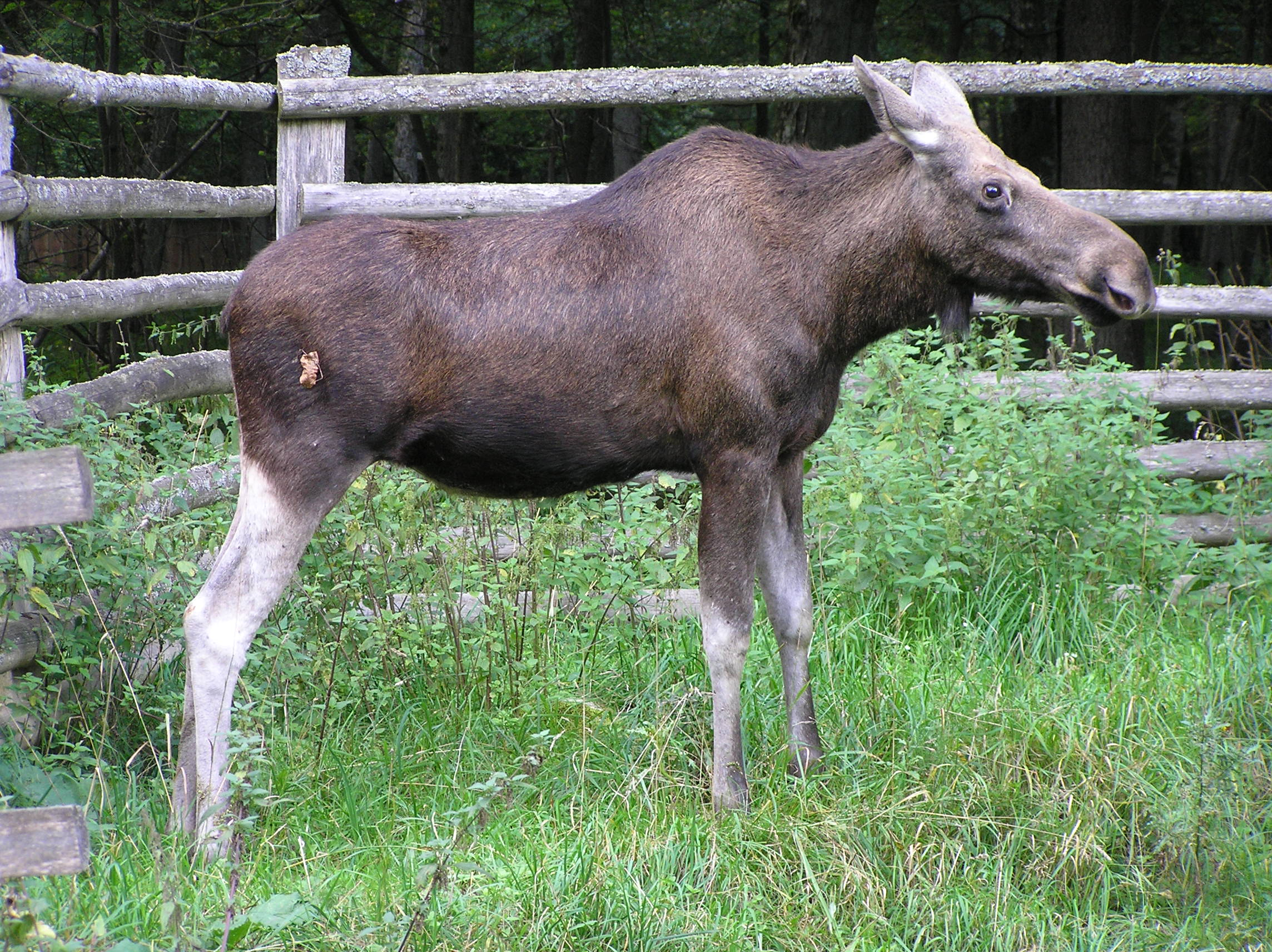
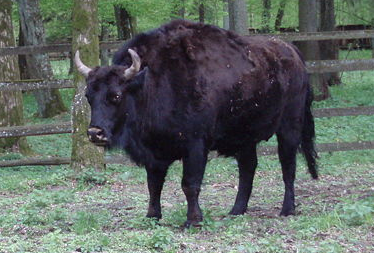
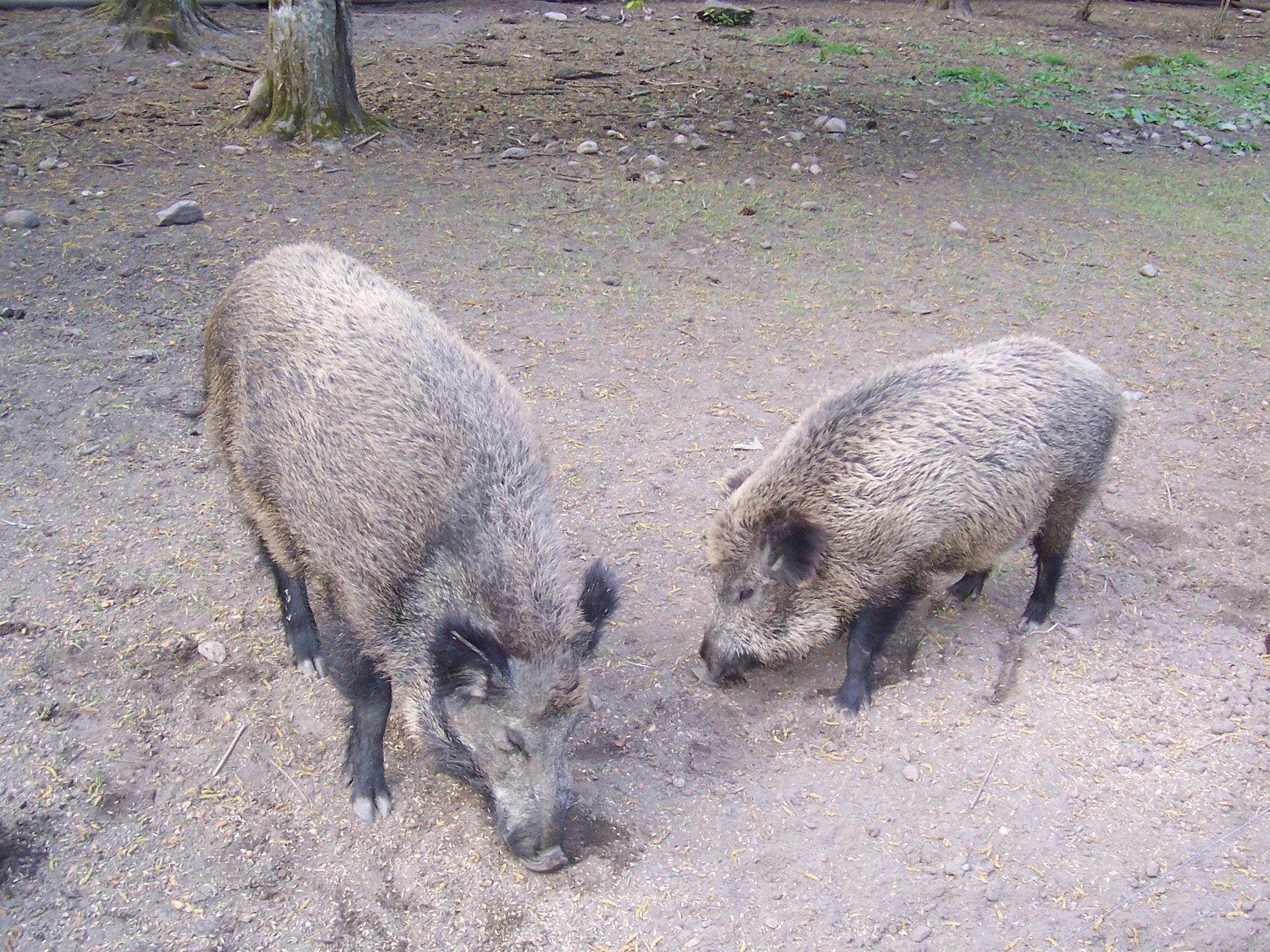
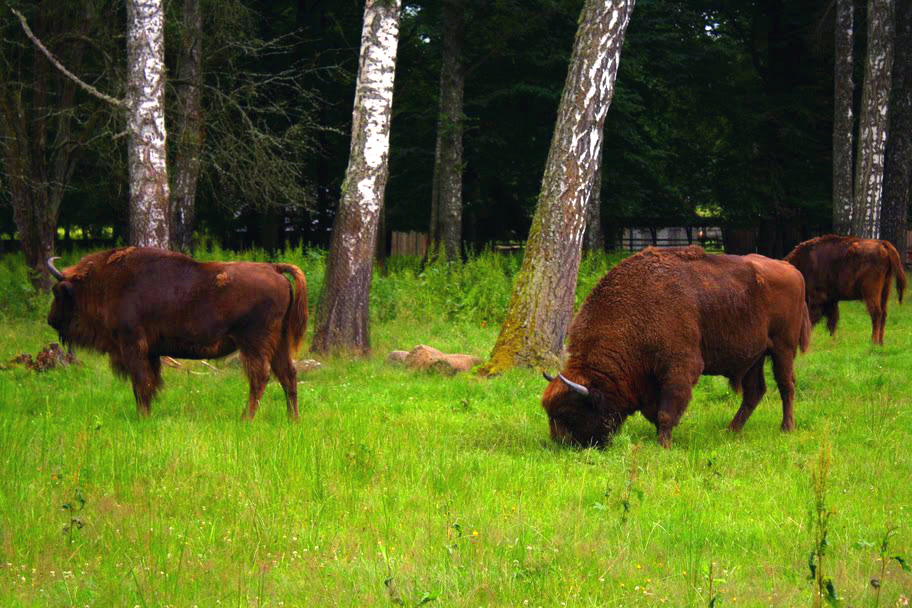
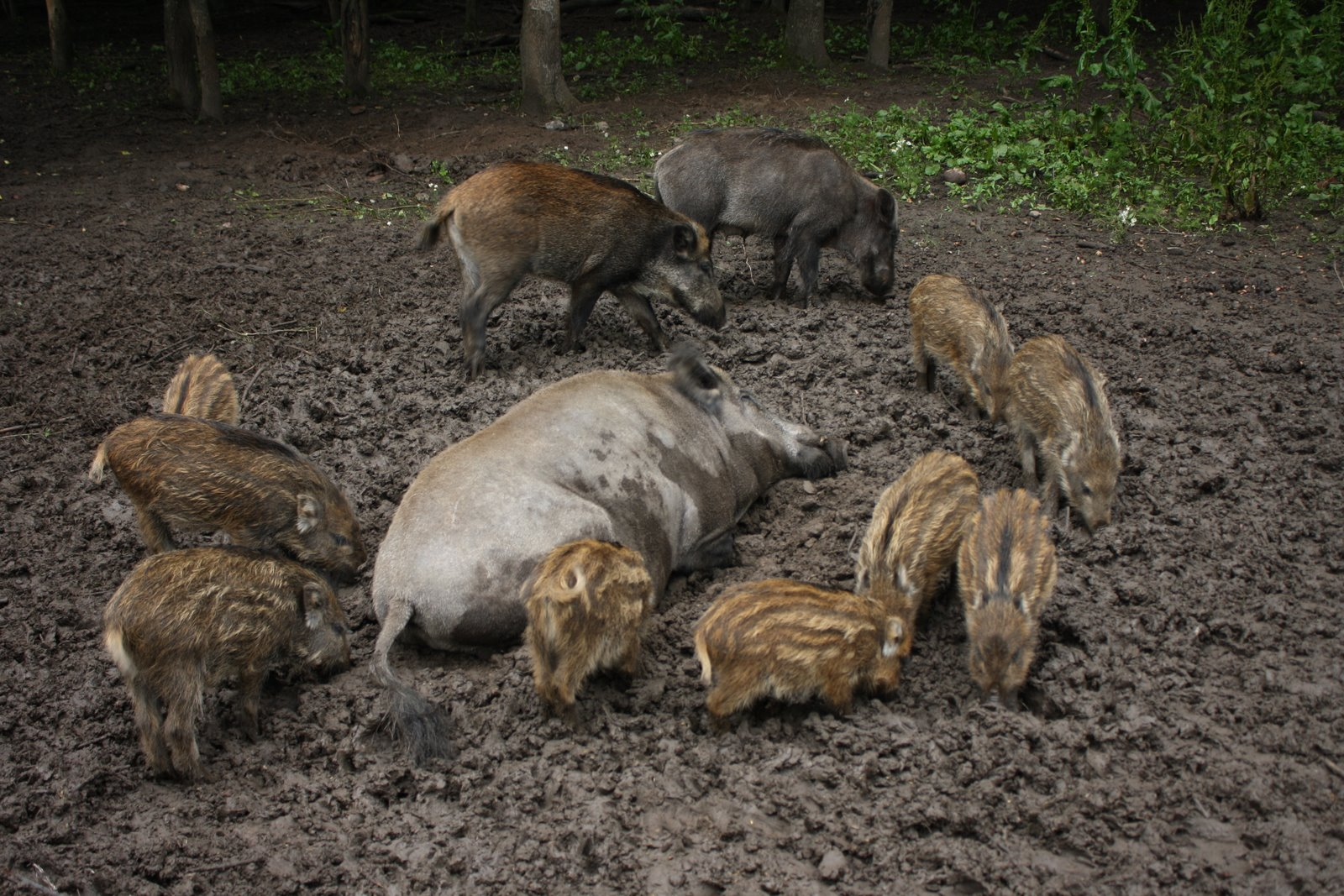
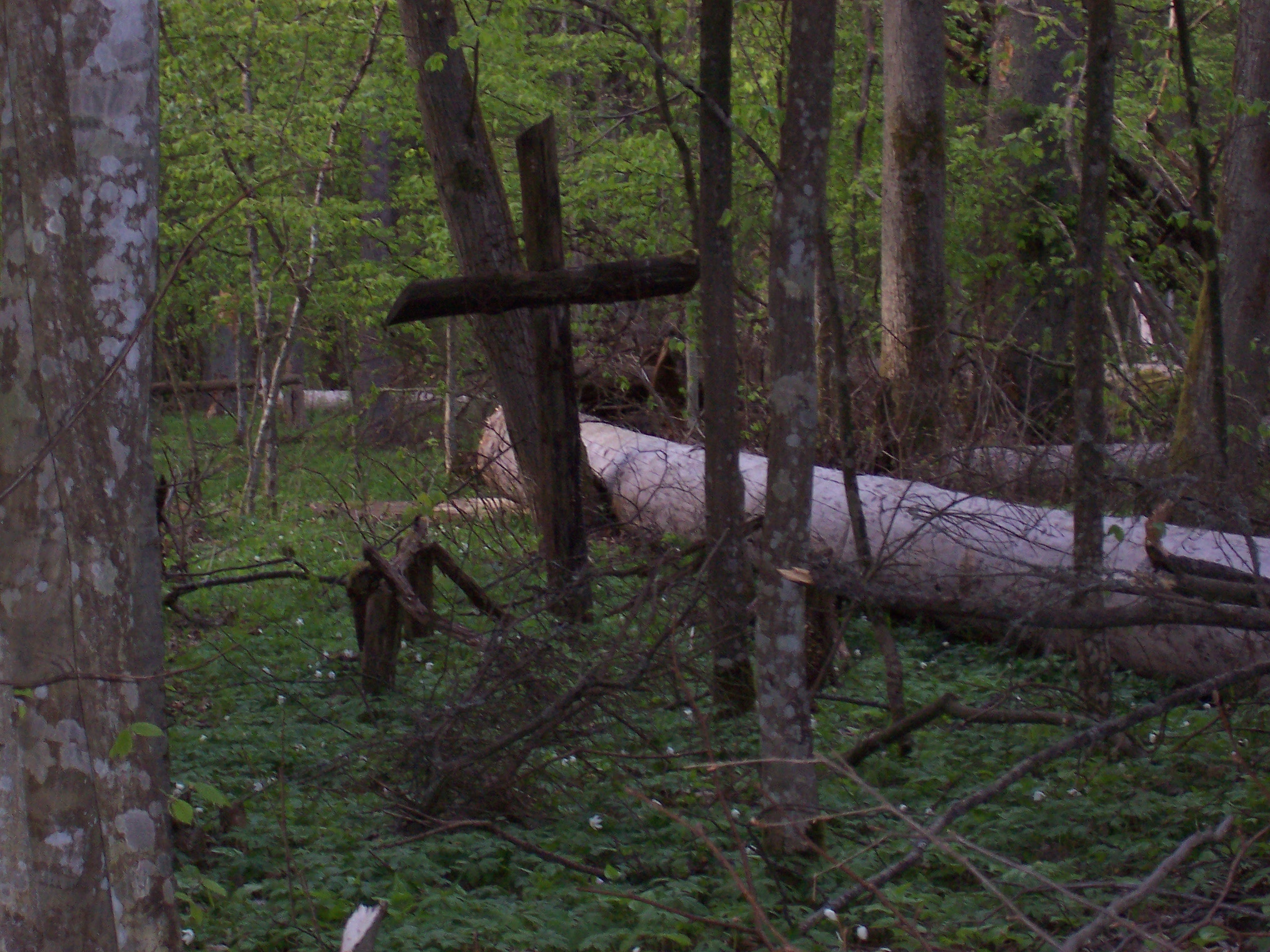
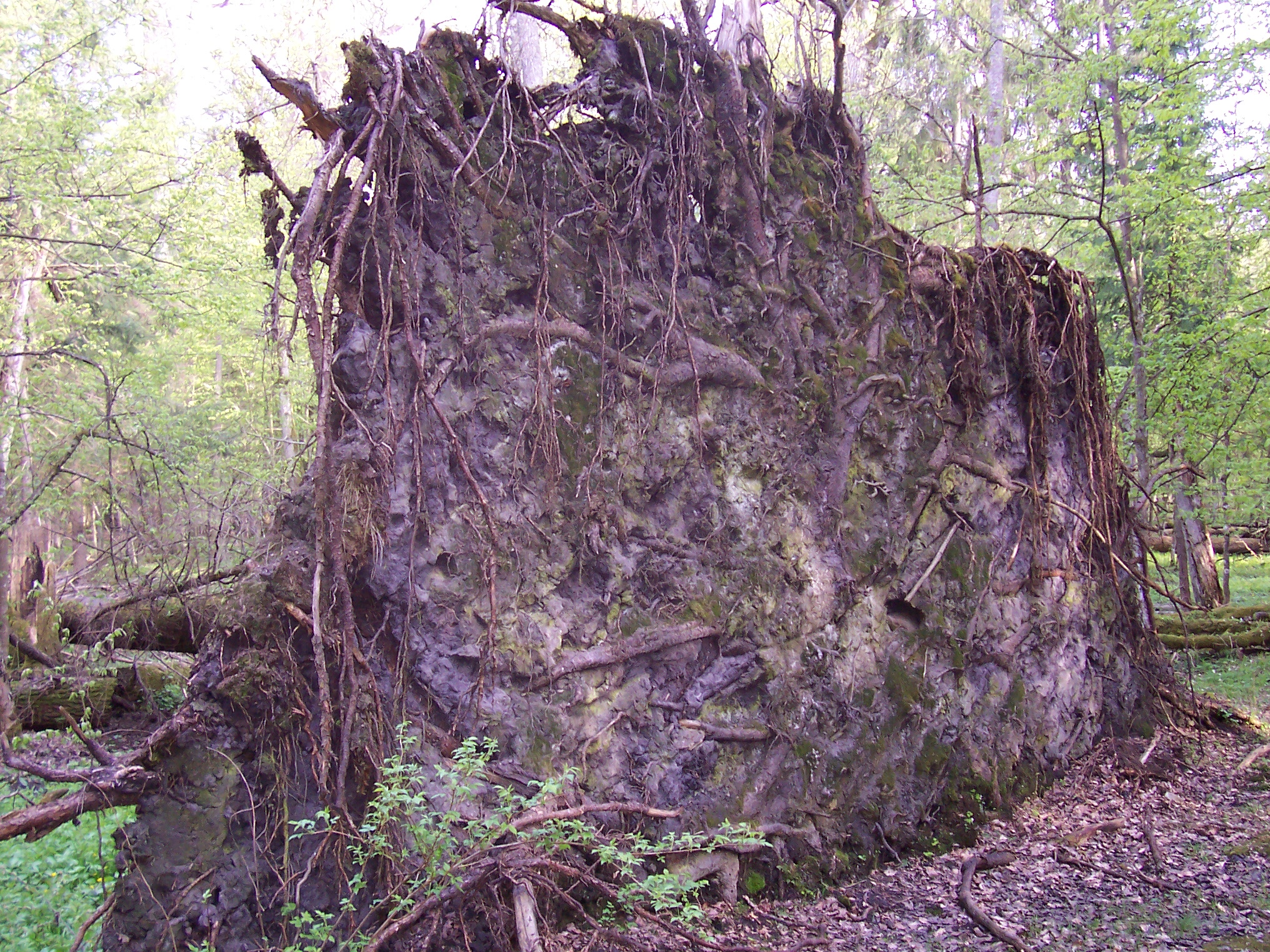
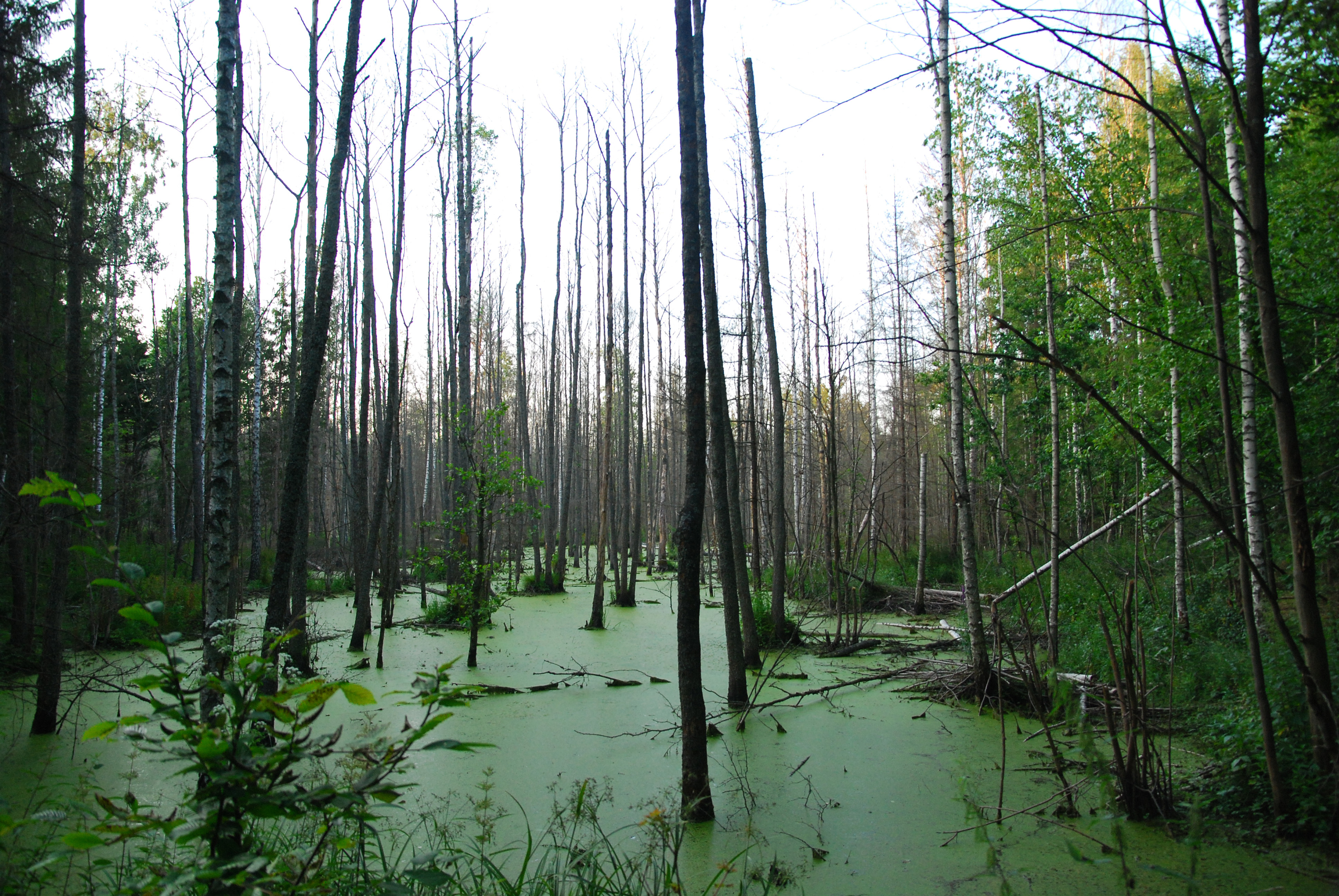
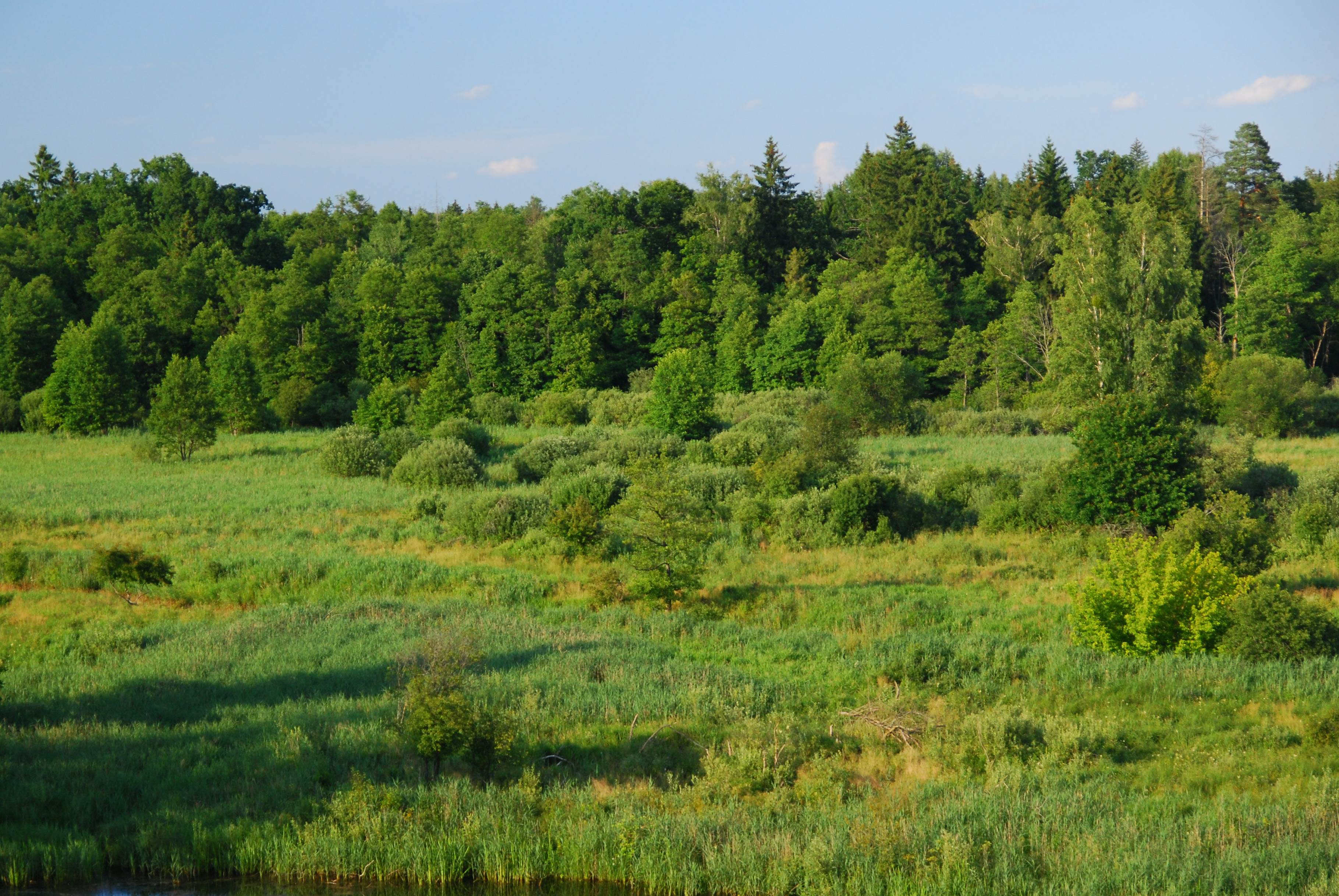
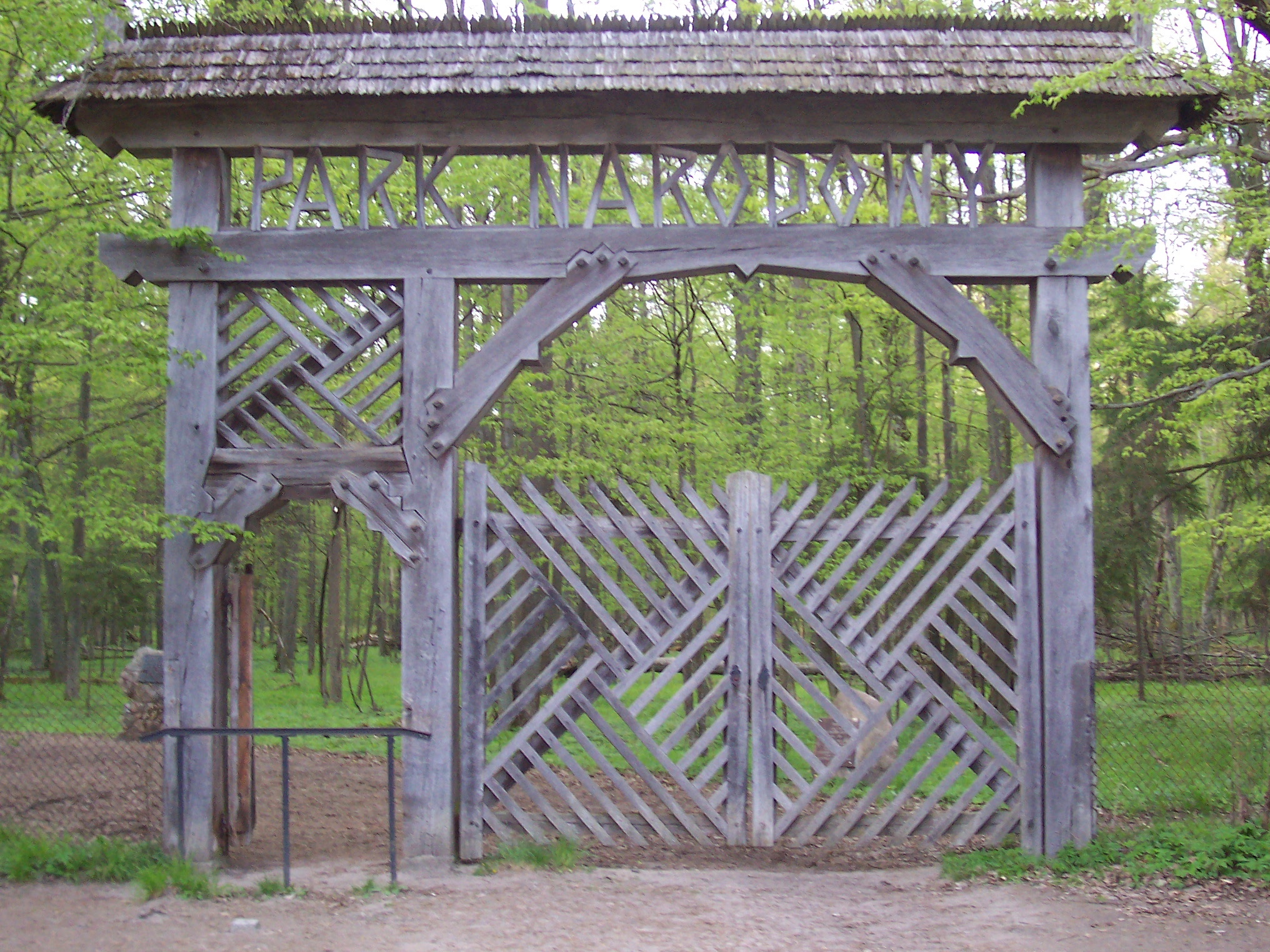
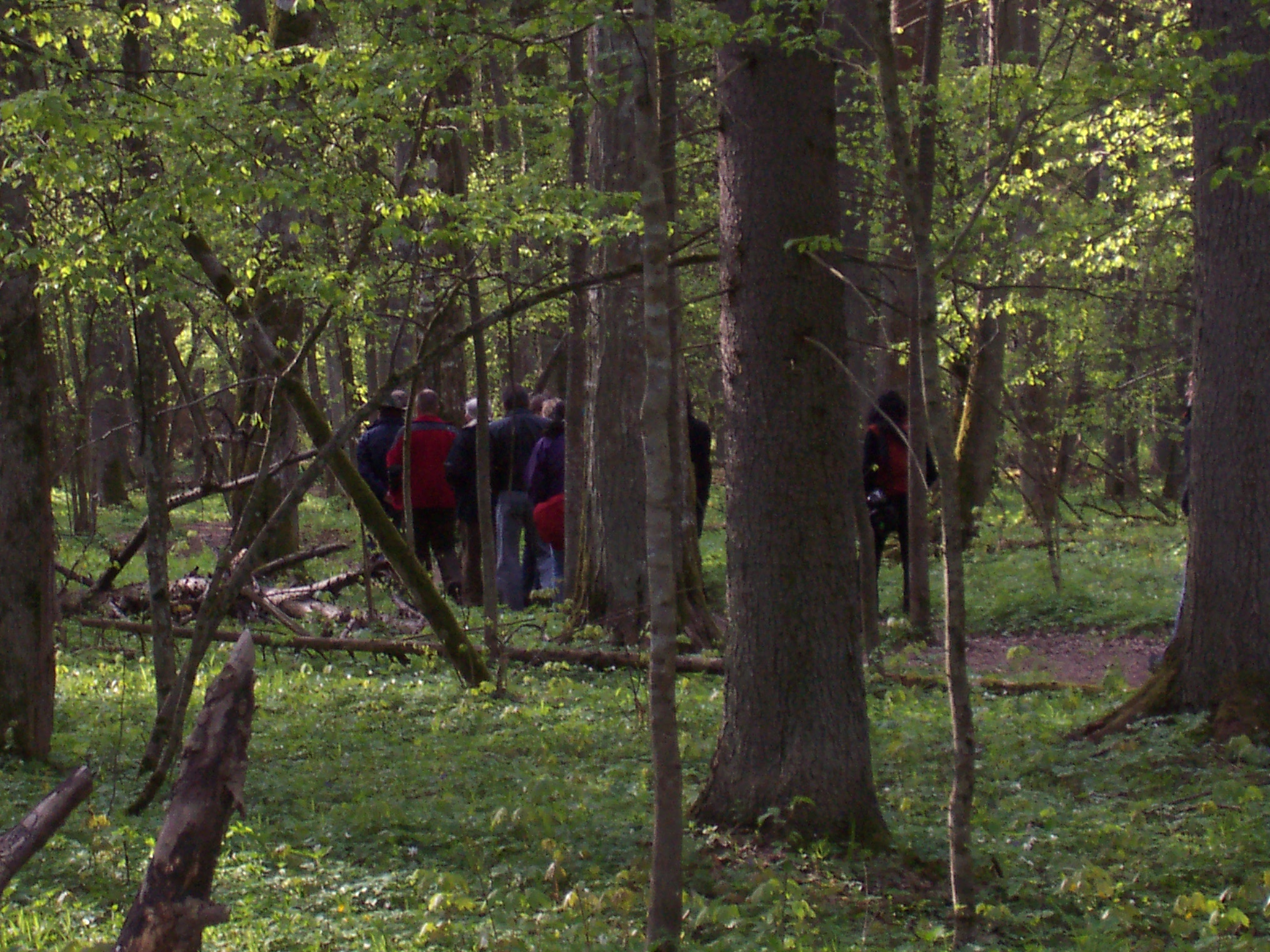
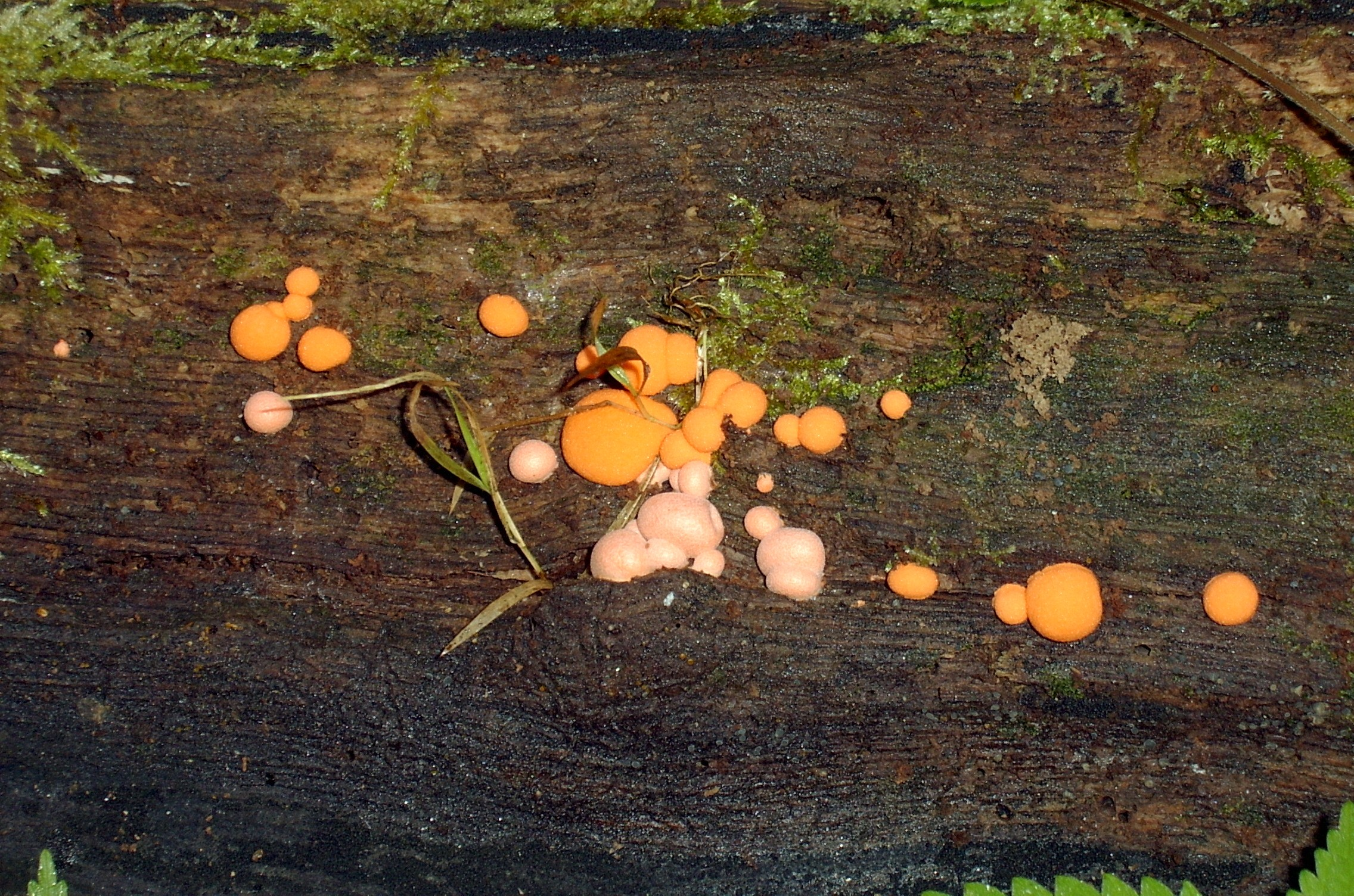
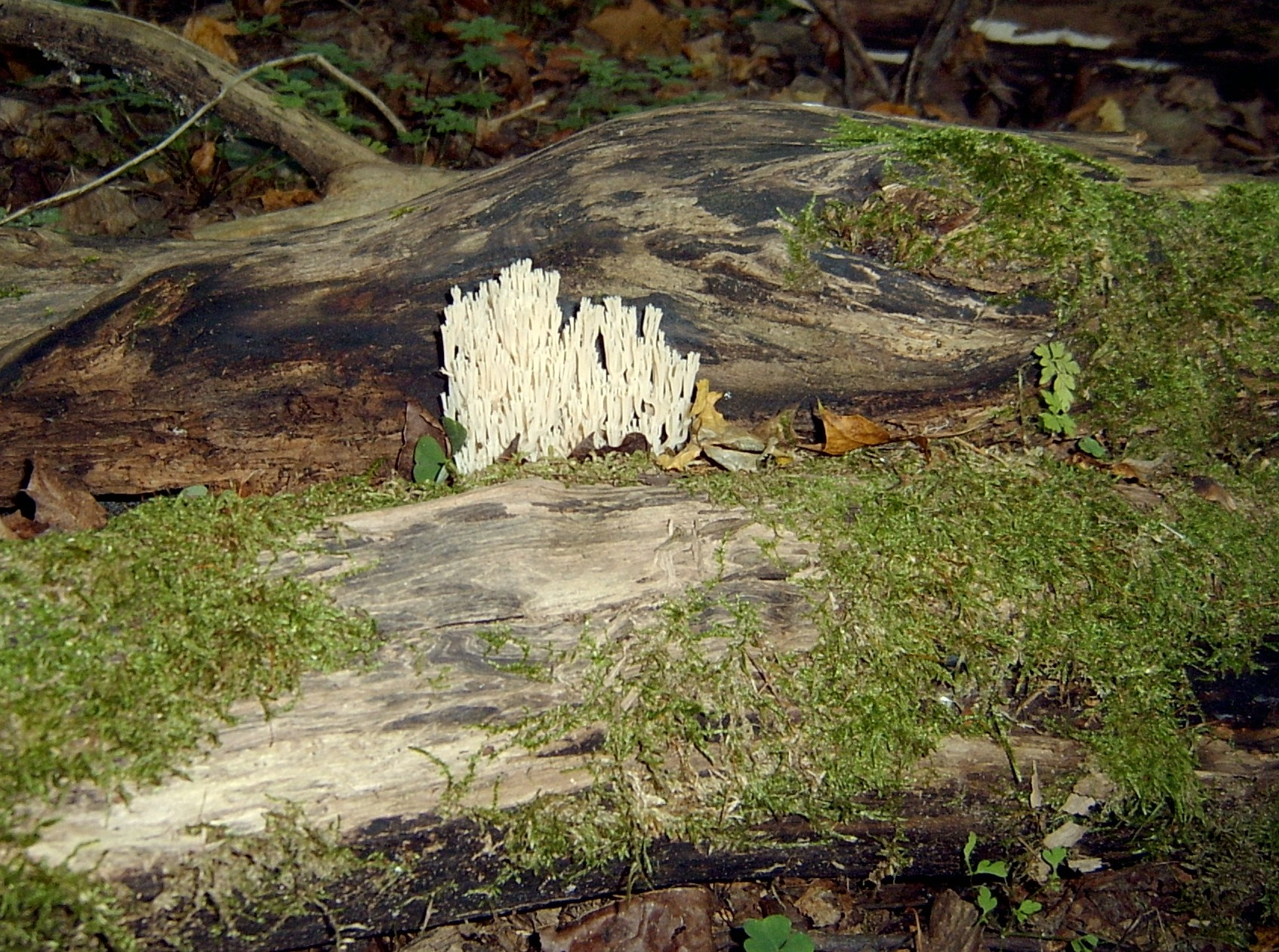
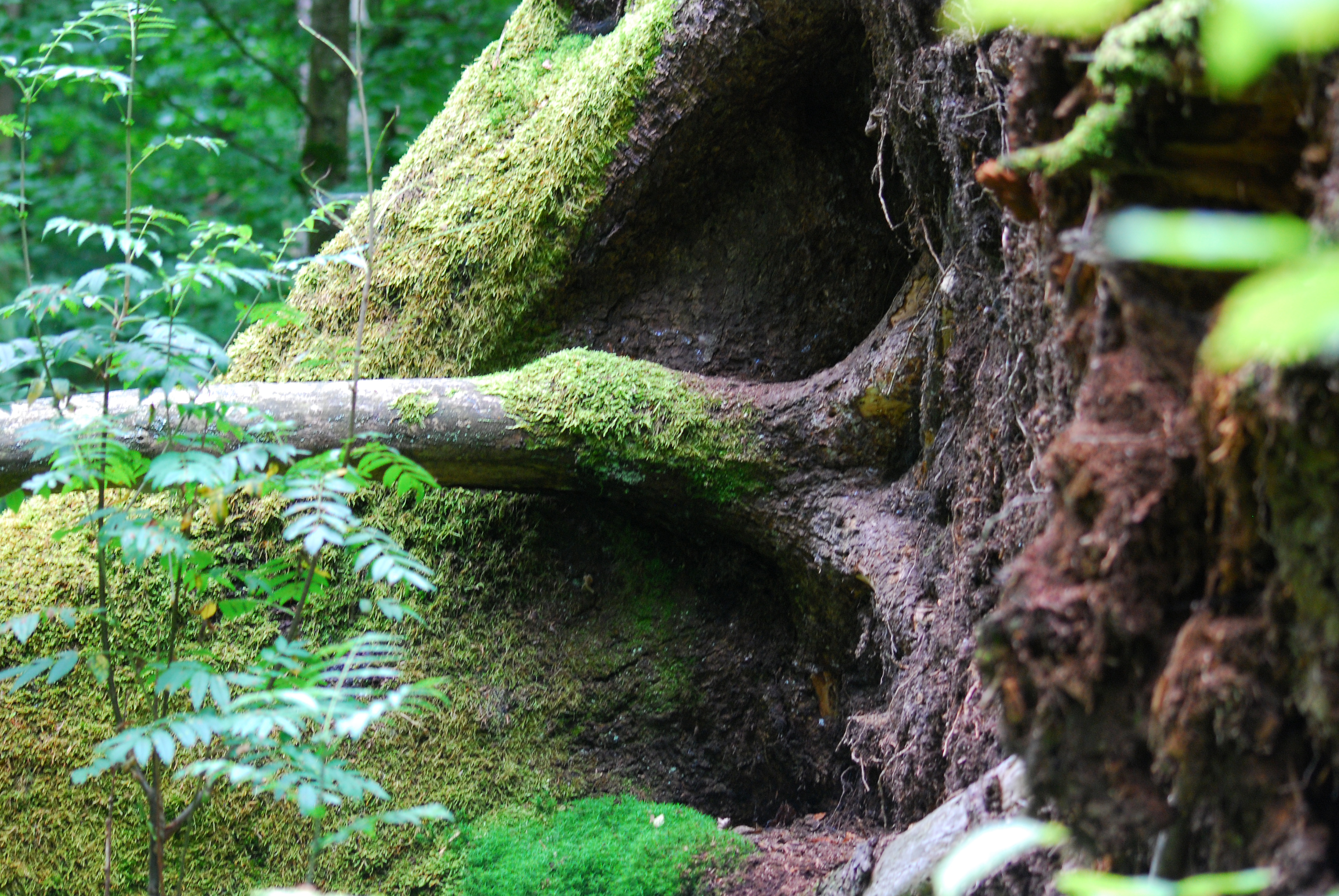
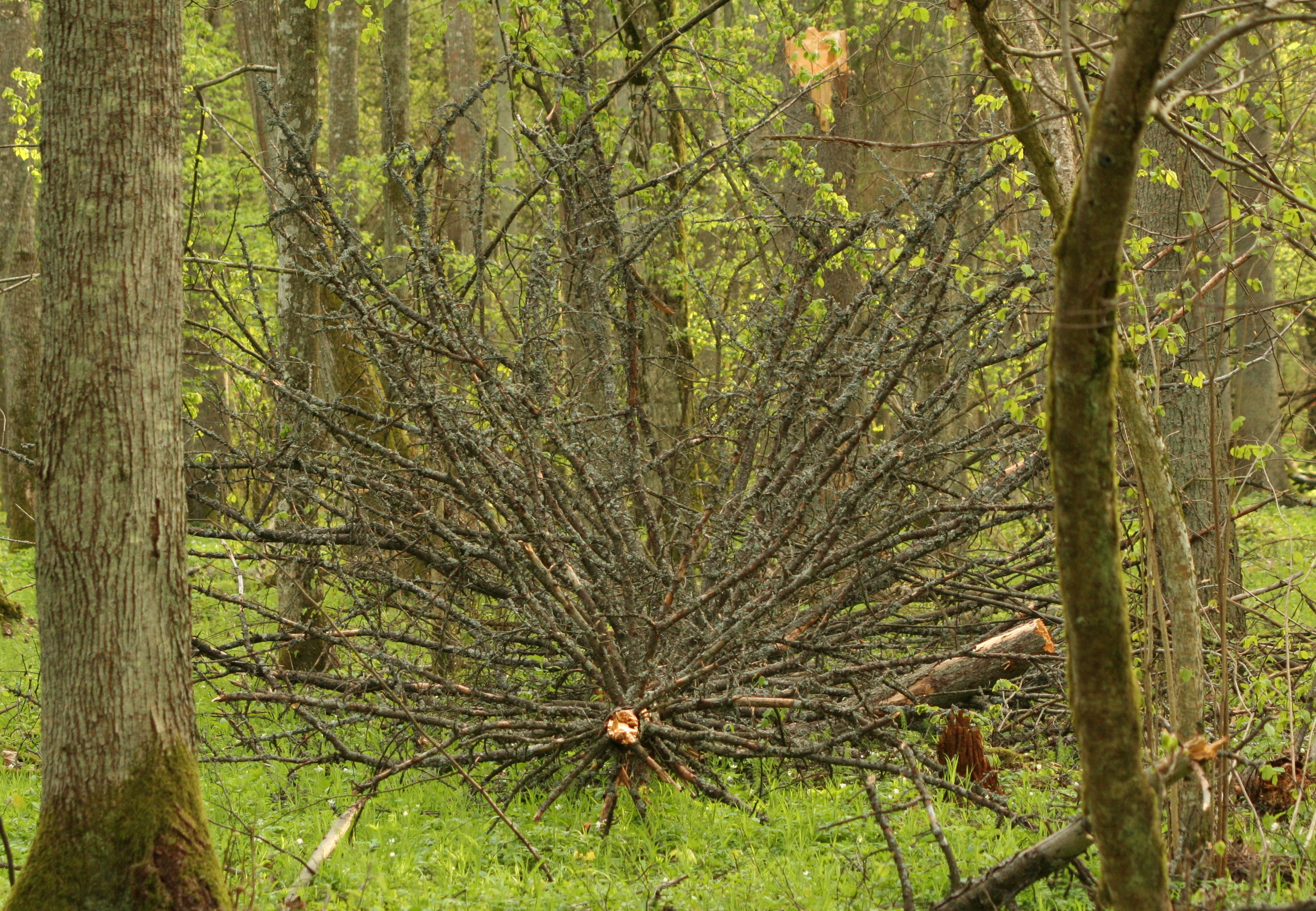